# Eckart von Bonin
Pour les articles homonymes, voir Bonin.
Eckart von Bonin (né le 13 octobre 1854 à Wulfflatzke, arrondissement de Neustettin et mort le 30 octobre 1912 à Neustettin) est administrateur d'arrondissement, propriétaire d'un manoir et député du Reichstag.

## Biographie

### Origine
Eckart von Bonin est issu de la famille noble poméranienne von Bonin. Ses parents sont Hugo von Bonin (de) (1826-1893), propriétaire du manoir et député de la Chambre des seigneurs de Prusse, et son épouse Johanna Laura Cäcillie Luice Elisabeth von Bonin (1829-1903).

### Carrière
Eckart von Bonin étudie au lycée (de) de Neustettin et les universités de Heidelberg, Tübingen, Greifswald et Berlin, où il étudie le droit et la cameralia. Il est membre du Corps Saxo-Borussia Heidelberg à partir de 1875. À partir d'octobre 1877, il est avocat stagiaire et à partir de 1883, évaluateur du gouvernement. En novembre 1883, il reprend l'administration du bureau de l'arrondissement de Löbau-en-Prusse-Occidentale (de) dont le siège est à Neumark-en-Prusse-Occidentale. Il est également député du Parlement provincial de Prusse-Occidentale, membre adjoint du comité provincial, directeur adjoint de l'Association des coopératives agricoles de Prusse-Occidentale et président du conseil de surveillance de diverses coopératives agricoles. À partir de 1894, il est propriétaire du domaine de son père à Vangerow, dans l'arrondissement de Neustettin en Poméranie. À partir du 24 septembre 1899, il est administrateur de l'arrondissement de Neustettin. Il occupe ce poste jusqu'à sa mort en 1912. En 1912, il est élu au parlement provincial de Poméranie (de)
De 1898 à 1903, il est député du Reichstag pour la 2e circonscription du district de Marienwerder (de) (Rosenberg, Löbau (de)) avec le Parti du Reich allemand

### Mariages et progéniture
Il se marie deux fois. Le 20 février 1883, il se marie avec Jenny von Heineccius (née le 28 septembre 1857 et morte le 22 avril 1885) fille du major général Benno von Heineccius (de). Le couple a un fils :
- Hans Henning Constance Fürchtegott (né le 10 janvier 1884 et mort le 24 août 1914)

Après le décès prématuré de sa femme, il se marie le 7 octobre 1886 avec Ottilie Wilhelmine Ella Kaul (née le 4 décembre 1866). Le couple a les enfants suivants :
- Tessmar Henning Wilhelm Theodor (né le 12 décembre 1890 et mort le 17 avril 1940), sur Vangerow
- Jochen Hugo Otto (né le 18 décembre 1891)